# Polystichum mucronifolium
Polystichum mucronifolium är en träjonväxtart som först beskrevs av Bl., och fick sitt nu gällande namn av Nayar och Kaur. Polystichum mucronifolium ingår i släktet Polystichum och familjen Dryopteridaceae. Inga underarter finns listade.